# Don't Panic (IZZ)
Don't Panic is het tiende muziekalbum van IZZ.

## Inleiding
Het album is opgenomen in de eigen Underground Studios. Het album is opgedragen aan honkballer met rugnummer #42, Jackie Roosevelt Robinson. Izz is zelf vernoemd naar honkballer Jason Isringhausen. De muziek laat een opeenvolging van substijlen binnen de progressieve rock horen van Todd Rundgren tot King Crimson en van Gentle Giant tot Yes. Het album met complexe ritme- en maatwisselingen lijkt losjes verbonden te zijn met Het transgalactisch liftershandboek van Douglas Adams met als langste nummer 42, een verwijzing naar Het antwoord op de ultieme vraag over het Leven, het Universum, en Alles. 42 kan echter ook handelen over de genoemde honkballer ("42 is never coming down", "running in circles"). Het album werd zowel op elpee als op compact disc uitgebracht.

## Musici
- Paul Bremner – gitaar
- Anmarie Brynes – zang
- Brian Coralian – akoestisch en elektronisch drumstel, percussie
- Greg Dimiceli – akoestisch drumstel
- John Galgano – basgitaar, gitaar, aanvullende toetsen en zang
- Tom Galgano – toetsinstrumenten, zang
- Laura Meade - zang

## Muziek
Alle nummers van IZZ, behalve Six string theory van Bremner

| Nr. | Titel             | Duur  |
| --- | ----------------- | ----- |
| 1.  | Don't panic       | 4:25  |
| 2.  | 42                | 18:41 |
| 3.  | Six string theory | 2:07  |
| 4.  | Moment of inertia | 9:46  |
| 5.  | Age of stars      | 9:00  |